# Уилям II (Англия)
Уилям II (на английски: William II of England; на френски: Guillaume II d'Angleterre) е крал на Англия от 1087 до 1100 г. Придобива прякора си Ръфъс заради червената си брада или склонността си да избухва.

## Произход и наследство
Точната му дата на раждане не е известна, но тя е между 1056 и 1060 г. Той е вторият оцелял син на Вилхелм Завоевателя и Матилда Фландърска.
Начинът, по който Вилхелм Завоевателя разделя владенията си между синовете си, причинява бъркотия между тях. Най-големият му син Робер получава Херцогство Нормандия, вторият син Уилям – английската корона, а третият син Хенри – 5000 фунта злато. Спорът между братята оказва влияние за лошата светлина, в която е изобразен от историците Уилям Ръфъс.

## Крал на Англия
Много нормандски барони притежават владения и от двете страни на Ла Манша. Повечето благородници се съюзяват с Робер Нормандски, заради жестокостта и алчността на Уилям Ръфъс. Робер се проваля в опита си да нахлуе в Англия и Уилям потушава въстанието. Той подкупва нормандските барони и ги привлича на своя страна. През 1096 г. Робер уморен от управлението на Нормандия и споровете с братята си, ипотекира Херцогство Нормандия на Уилям Ръфъс, за да получи 10 000 марки, чрез които да финансира участието си в Първият кръстоносен поход. Робер си възвръща Херцогство Нормандия след смъртта на Уилям през 1100 г.
Уилям Ръфъс впряга всички сили на кралството за да увеличава богатството си. Манипулира феодалното право в полза на кралската хазна: графските съдилища налагат тежки глоби, конфискация и е наложен тежък данък върху наследството. Фискалната му политика засяга и духовенството, което Уилям Ръфъс въобще не почита. Уилям отклонява пари от епархиите в кралската хазна. Той третира църквата като средство за обогатяване и я обвинява, че е придобила голямо влияние чрез Грегорианските реформи през 11 век. Подкрепен от министъра си – Ранулф Фламбард, Уилям печели много пари от свободните места за свещеници. Проваленото назначение за Архиепископ на Кентърбъри и последвало преследване на Анселм, игумен на Бек, водят до определения за Уилям II като богохулнически крал.
На 2 август 1100 г. Уилям е прободен смъртоносно от стрела в окото по време на лов. Дали стрелата го е улучила случайно или това е било добре подготвено убийство, все още се спори. Уилям е бил непопулярен сред населението, бароните и духовенството, поради което неговата смърт се е смятала за щастливо събитие.